# Myospila laveis
Myospila laveis är en tvåvingeart som först beskrevs av Stein 1900.  Myospila laveis ingår i släktet Myospila och familjen husflugor. Inga underarter finns listade i Catalogue of Life.